# Angela Forbes
Lady Angela Selina Bianca Forbes (de soltera St Clair-Erskine; 11 de junio de 1876 - 22 de octubre de 1950) fue una dama de la alta sociedad y novelista británica, conocida como la novia de las fuerzas armadas (Forces sweetheart) por organizar los comedores de los soldados en Francia durante la Primera Guerra Mundial. En 1929 recuperó su apellido de soltera.

## Primeros años
Forbes nació en el número 8 de Grafton Street, Mayfair, y era la hija menor de Robert St Clair-Erskine, IV conde de Rosslyn, y Blanche Adeliza FitzRoy. Sus hermanas fueron Millicent Leveson-Gower, duquesa de Sutherland, y Sybil Fane, condesa de Westmorland, y sus hermanos el V conde de Rosslyn y Alexander FitzRoy St Clair-Erskine. También fue hermanastra de Frances Maynard, que se convirtió en Daisy Greville, condesa de Warwick, y de Blanche Maynard, que se casó con lord Algernon Charles Gordon-Lennox y fue la madre de Ivy Gordon-Lennox, más tarde duquesa de Portland. El V duque de Sutherland, el XIV conde de Westmorland y el VI conde de Warwick fueron sus sobrinos.
Forbes creció en Dysart, Fife, cerca de Kirkcaldy, y en Lady Anne's House, cerca de Stamford, Lincolnshire, actual Lady Anne's Hotel. Fue educada por institutrices alemanas. Llegó a medir casi dos metros y se la consideraba más vivaracha que guapa, a diferencia de sus hermanas. Se resistió a terminar su educación en Alemania, explicando que no deseaba ver Alemania, ya que acababa de «escapar de las institutrices alemanas», por lo que fue enviada de vuelta a la escuela en Escocia.
Forbes pasó gran parte de su vida cazando zorros y disparando, y fue representada cabalgando de lado en una reunión del Quorn en una cromolitografía de la revista Vanity Fair realizada por Cuthbert Bradley. En sus memorias, revela que era considerada una enfant terrible y que Elinor Glyn la utilizó como prototipo de Elizabeth en su libro Visits of Elizabeth (1900).

## Carrera

### Vida conyugal y posterior
El 28 de abril de 1896, Lady Angela contrajo matrimonio con James Stewart Forbes (1872-1957), oficial de la Yeomanry Imperial, con el uso de Stafford House para la ocasión, y tuvieron dos hijas, Marigold (nacida en 1897) y Flavia (nacida en 1902). En 1907 se divorciaron.

Entre 1910 y 1912, Forbes publicó cuatro novelas, sobre todo porque tenía problemas económicos y necesitaba ganar algo de dinero. La revista Publisher dijo de su novela La sombra de la otra mujer (1912)
La historia de Lady Angela Forbes nos presenta a una serie de elegantes personajes de sociedad; charlan e intrigan en diversas casas de campo, y en otras ocasiones nos encontramos con ellos en Londres. La mayoría de ellos se entregan a una charla epigramática que, aunque no se ajusta estrictamente a la realidad, es excusable en la medida en que hace que sus conversaciones sean ligeras y divertidas.

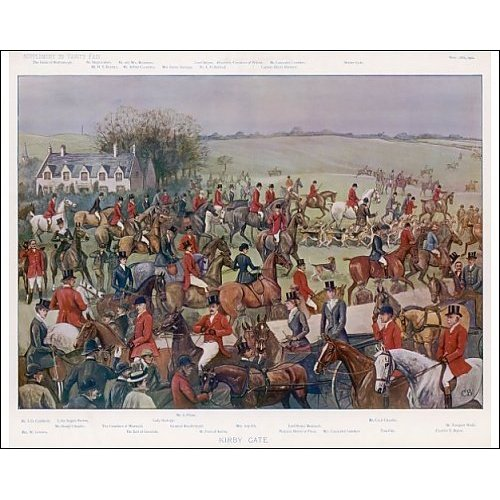
Ilustración de Vanity Fair, noviembre de 1901

Hacia 1912, se convirtió en la amante de lord Elcho, debido a una vacante causada por la muerte de la duquesa de Leinster, y se unió así al círculo social conocido como las Almas. Forbes vivía entonces en su propia casa de Le Touquet o en la casa de campo de Elcho en East Lothian. Se ha dicho de ella que era «una personalidad dura y vibrante cuyo lenguaje haría sonrojar a un soldado de caballería». La escritora Edith Sitwell (después de que Forbes se enemistara con su hermano Sacheverell) la describió más tarde como «un gorila anciano aquejado de atractivo sexual».

### Primera Guerra Mundial
Al estallar la Primera Guerra Mundial, Lady Angela acudió como voluntaria al hospital del Dr. Haden Guest en París, donde tomó notas para los cirujanos. Unas semanas más tarde estaba en Boulogne y vio llegar trenes de soldados heridos, y le sorprendió que los dejaran en el muelle durante horas sin comida ni bebida. En noviembre de 1914 abrió una cantina para los soldados en la sala de espera de la estación. Esto se convirtió en una cadena de cantinas, formalmente conocidas como los Buffets de los Soldados Británicos, menos formalmente como «Angelinas». Cada tren de heridos era recibido por Lady Angela y sus voluntarios, en su mayoría amigos y parientes. Al principio, los suministros necesarios se financiaban mediante llamamientos en los periódicos, pero en 1915, tanto la Cruz Roja como los Buffets de los Soldados Británicos empezaron a cobrar por su comida y bebida. En 1916, Lady Angela abrió otros comedores en Étaples, el principal depósito y campo de tránsito de la Fuerza Expedicionaria Británica en Francia, al que regresaban los hombres heridos. Una cantina estaba destinada a los obreros que construían allí el campamento del ejército británico, otra a los soldados británicos que se ejercitaban allí, y una tercera en la estación de ferrocarril, para alimentar a los hombres que se dirigían al frente. Estas cantinas solían estar abiertas tanto de día como de noche. Con los beneficios de sus cantinas, Forbes construyó catorce cabañas de recreo para los soldados. Sin embargo, los oficiales superiores la encontraban abrasiva, y Sir Douglas Haig, Comandante de la Fuerza Expedicionaria Británica, le era hostil. Pocos días después del motín de Étaples de septiembre de 1917, se le ordenó abandonar la base, sin explicación alguna, ante lo cual protestó, sin resultado. El 5 de febrero de 1918, su antiguo amante, Lord Ribblesdale, planteó el caso ante la Cámara de los Lores, y Lord Wemyss (anteriormente Lord Elcho) habló largo y tendido en su defensa. Lord Derby, Secretario de Guerra, respondió en nombre del Gobierno, reconociendo la valiosa labor de Lady Angela y su «celo y capacidad». Más tarde se supo que las principales acusaciones contra ella eran que había utilizado la palabra «¡maldita sea!» y que se había lavado el pelo en una cantina.

### Vida posterior
Después de la guerra, Forbes puso en marcha un efímero plan de formación para soldados discapacitados, más tarde una tienda de ropa, y también intentó gestionar la Gosford House de Lord Wemyss como hotel. En 1921 publicó su primer libro de memorias, Memories and Base Details, y en 1929 recuperó su apellido de soltera mediante escritura pública. Después de viajar mucho, escribió sobre sus viajes en Fore and Aft (1932).
Lady Angela Forbes murió en la isla de Jersey y fue enterrada en Rosslyn Chapel, Midlothian, el 2 de noviembre de 1950.
En marzo de 2023, fue una de las mujeres notables relacionadas con Lincolnshire homenajeadas por el Consejo del Distrito de South Kesteven.

## Descendencia
Con su marido, que era nieto de Sir Charles Forbes, 3er baronet, Forbes tuvo dos hijas:
- Marigold Forbes (26 de agosto de 1897 - 11 de febrero de 1975), que en 1918 se casó con Sir Archibald Sinclair, del castillo de Thurso, más tarde líder del Partido Liberal. En 1952 fue creado vizconde de Thurso. Tuvieron cuatro hijos, entre ellos Robin Sinclair, II vizconde de Thurso. Su nieto John Thurso sigue siendo miembro de la Cámara de los Lores.[3]
- Flavia Forbes (18 de diciembre de 1902 - 13 de octubre de 1959), que en 1923 se casó en primer lugar con Lionel Heald; éste se divorció de ella en junio de 1928. En 1933 contrajo segundas nupcias con el coronel Lionel Herbert de Pinto (divorciado en 1938). En 1939 se casó por tercera vez con Sir Alexander Hay Seton, 10º Baronet (divorciado en 1958); con Sir Lionel Heald tuvo una hija, Susan Heald, y un hijo, Michael Arthur Rufus Heald.[3]

## En la cultura popular
Lady Angela aparece como personaje en la producción televisiva de la BBC The Monocled Mutineer (1986), interpretada por Penelope Wilton.